# Demografia

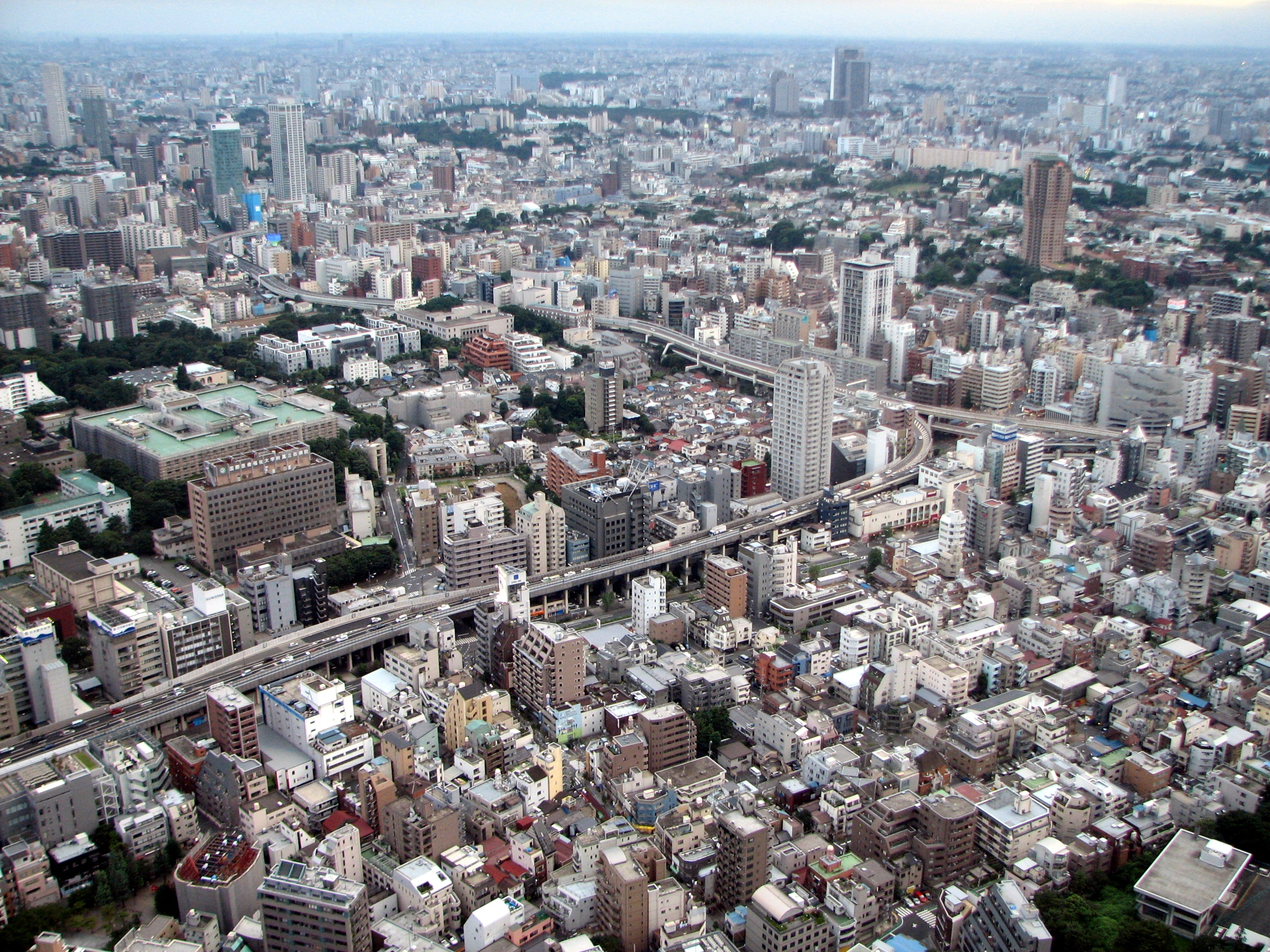
Àrea metropolitana de Tòquio cap a l'oest de la Torre de Tòquio

La demografia (del grec demos, "poble") és l'estudi de les poblacions humanes, en especial de manera dinàmica; és a dir, que canvia en el temps i l'espai. Els tres conceptes bàsics de la demografia són els naixements, les morts i les migracions, les quals, de manera conjunta produeixen estabilitat o canvi poblacionals. La demografia estudia la dimensió, estructura, evolució i distribució de les poblacions i llurs canvis especials en resposta als tres punts bàsics: la natalitat, la mortalitat i la migració. A més, la composició poblacional pot descriure's segons algunes característiques demogràfiques bàsiques com ara l'edat, el sexe, l'estatus familiar i la composició de les llars. L'estadística és una ciència essencial per a la demografia, amb la creació d'indicadors que resumeixen les tendències demogràfiques.
La demografia s'utilitza en diversos camps; els governs fan ús de la demografia per determinar el creixement del país i la influència de l'oferta dels serveis públics, socials i econòmics; els científics fan ús de la demografia en la recerca; les companyies fan ús de la demografia per a determinar quins són els compradors més factibles d'un producte o els receptors d'algun tipus de publicitat.
L'augment de la població mundial, especialment després de la Revolució Industrial, ha tingut una sèrie d'incidències importants sobre l'evolució de les societats i de les nacions del món. La demografia s'ha convertit així en una eina útil al servei de les polítiques poblacionals (en especial, aquelles per a disminuir el nombre de naixements) així com de les polítiques socials de nombrosos països en àrees com ara els sistemes de seguretat social per a prevenir el nombre de persones segons l'edat i llur ocupació econòmica.

## Branques de la demografia
La demografia es divideix en dues branques principals:
- La demografia formal o demografia matemàtica, limita el seu objecte d'estudi al mesurament dels processos poblacionals,[2] i, per tant, fa ús de les fórmules i conceptes matemàtics per a descriure els canvis poblacionals en allò que es coneix com la demometria o els mesuraments dels fenòmens demogràfics.[3]
- La demografia descriptiva és aquella que incorpora altres disciplines com ara la sociologia, l'economia, la política social, la biologia i el medi ambient, i com els diversos fenòmens externs afecten la dinàmica poblacional. Segons els contexts socials i/o econòmics la població pot descriure's basant-se en l'etnicitat, la religió, la llengua, l'educació, l'ocupació, la renda i la riquesa.[1]

## Conceptes bàsics de la demografia

### Estructura de la població

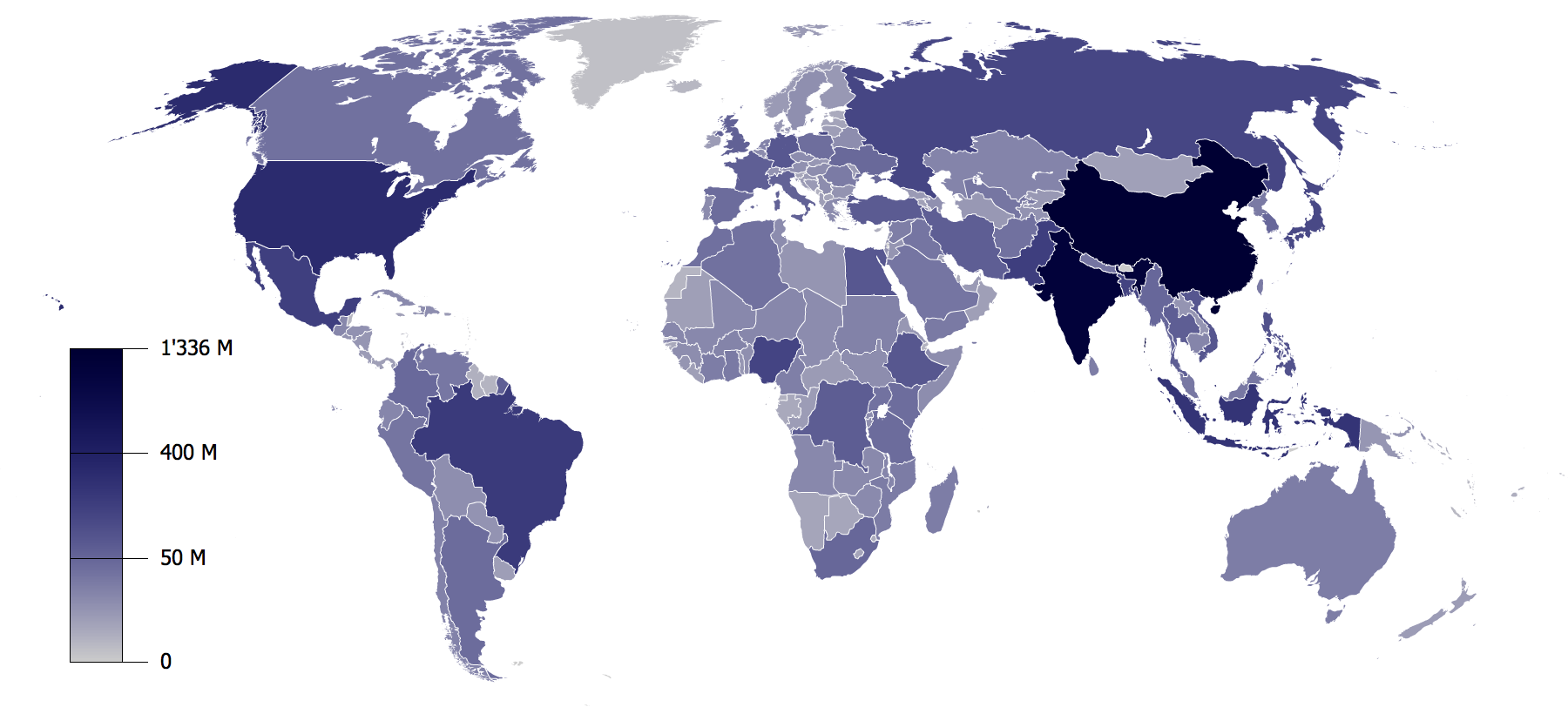
Estats del món i llur població

De manera general, una població es defineix com conjunt d'individus d'una mateixa espècie o, si és el cas, d'espècies diferents, que habiten una àrea determinada. D'aquesta manera, algunes especialitzacions de les ciències naturals, com ara la biologia, poden estudiar la dinàmica demogràfica de les poblacions animals.
En un sentit més restringit, tanmateix, la demografia és l'estudi dels habitants humans d'una regió, país, ciutat, o qualsevol àrea en particular però ben delimitada, com ara un municipi. En els estudis demogràfics la població pot dividir-se en residents permanents o residents temporals. Els residents temporals són aquells que viuen a una àrea determinada només per un període predeterminat. Cada país defineix de manera diferent la residència permanent, segons les lleis de migració internacional, tot i que de manera general es considera que un resident permanent és aquell que té la intenció de viure en una àrea determinada per més d'un any. L'Institut d'Estadística de Catalunya defineix el concepte de "veí": una persona que viu habitualment en una àrea geogràfica (específicament el municipi) i que s'ha inscrit en el Padró, encara que en una data de referència específica es trobin fora del municipi. Aquest concepte té la intenció de substituir els conceptes de resident present i de resident absent.
L'Organització de les Nacions Unides recomana fer ús de dos conceptes en les estadístiques poblacionals:
- la població de iure; és a dir la població que viu de manera permanent i legalment en una àrea geogràfica determinada;
- la població de facto; és a dir la població real d'una àrea geogràfica que inclou els residents temporals -en alguns països, fins i tot els turistes hi són inclosos.[5]

Les poblacions poden dividir-se o classificar-se també en grups que comparteixen alguna característica en particular, com ara l'edat (p. ex. població infantil), la llengua (p. ex. població de parla catalana), l'etnicitat (p. ex. població indígena de Mèxic), país d'origen (p. ex. població estrangera o d'ascendència alemanya) o religió (p. ex. població catòlica).
La població es descriu de manera actual –el recompte de totes les persones residents de facto realitzat per mitjà d'un cens de població– o de manera estadística, en què per mitjà de les taxes de creixement poblacional, s'estima la població d'una regió. La població també s'examina en relació amb la superfície del territori en qüestió, per tal de facilitar la comparació entre les poblacions que viuen en regions de diferent grandària, amb la densitat de població, que és la població total entre la superfície en quilòmetres quadrats (km²). La superfície pot incloure tota l'àrea de la regió, incloent-hi els llacs, els rius i altres sistemes hidrològics, o pot restringir-se a la superfície seca.

Piràmide de població d'Espanya

L'estructura de la població es defineix com la quantitat de persones que hi ha en cada classe o grup d'edat, i sovint es representa per mitjà de la piràmide poblacional o piràmide d'edats. Hi ha tres tipus bàsics de piràmides:
- Piràmides de població expansiva: una base ampla i una ràpida reducció en ascendir. Aquesta forma és típica dels països en vies de desenvolupament.
- Piràmides de població regressiva: una base més petita que el cos central i un percentatge de persones velles relativament gran. Aquesta forma és típica dels països desenvolupats.
- Piràmides de població estacionària: una igualtat entre joves i adults i una reducció en les persones velles.

Una cohort és el conjunt d'individus d'un mateix interval o grup d'edat (també conegut com a franja d'edat) o que han viscut un mateix esdeveniment demogràfic. Una generació és la cohort l'esdeveniment demogràfic del qual ha estat el naixement. Hi ha diversos índexs per estudiar l'estructura de la població com ara:
- l'índex de joventut i l'índex de vellesa: nombre de persones joves o velles dividit entre la població total; cada país defineix "jove" o "vell" de manera diferent.
- el sex ratio o ràtio de sexe o gènere: la relació entre el nombre d'homes i el nombre de dones d'una població; usualment el nombre de dones és una mica més del 50% de la població total; una població amb més del 50% d'homes té un índex elevat de masculinitat; per contra, una població amb més del 55% de dones té un índex elevat de feminitat.

### Moviments o dinàmica natural de població

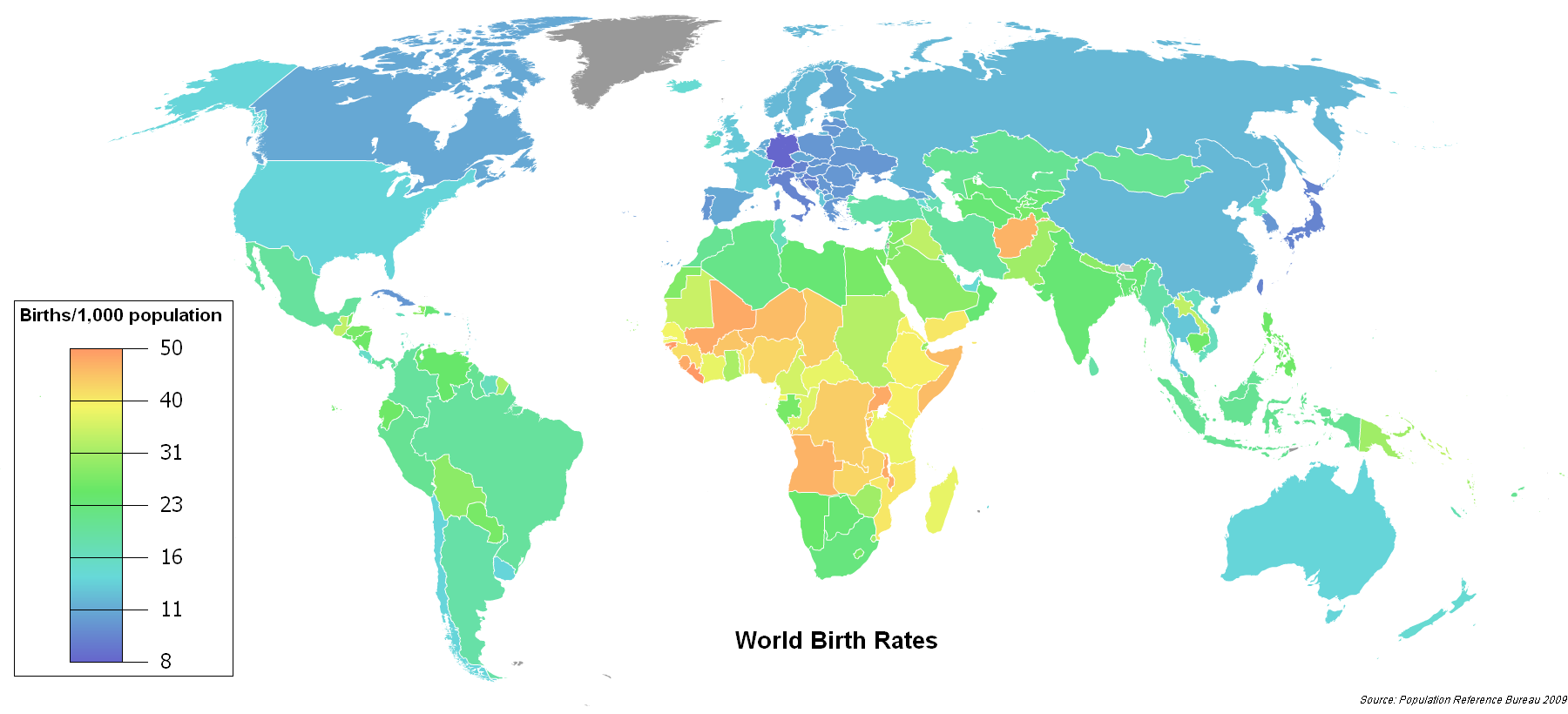
Estats del món segons llur taxa de natalitat

Les poblacions canvien constantment. Hi ha dues maneres en què un individu pot entrar a una població: per mitjà del naixement o per mitjà de la immigració. De la mateixa manera, hi ha dues maneres en què un individu pot sortir d'una població: per mitjà de la mort o de l'emigració. Per tant, aquests són els tres processos més rellevants de la demografia: la natalitat, la mortalitat i la migració. Aquests tres processos es poden descriure amb estadístiques demogràfiques:
- la taxa de natalitat: es refereix al nombre anual de naixements per cada 1.000 habitants; aquesta estadística també es coneix com la taxa crua de natalitat;
- la taxa de mortalitat: es refereix al nombre anual de morts per cada 1.000 habitants; aquesta estadística també es coneix com la taxa crua de mortalitat; i
- la taxa neta de migració: es refereix a la diferència entre la taxa d'immigració i la taxa d'emigració; és a dir, el nombre anual d'immigrants per cada 1.000 habitants menys el nombre anual d'emigrants per cada 1.000 habitants de la mateixa àrea geogràfica.

Tres estadístiques relacionades amb aquests processos són:
- la taxa de fecunditat: la mitjana de fills que una dona d'una àrea geogràfica tindrà si visqués a la fi de la seva edat reproductiva i tingués fills d'acord amb la taxa de fecunditat per a cada grup o cohort d'edat;
- la taxa de creixement poblacional: el canvi percentual anual d'una població, resultat del balanç entre els naixements, morts i la migració d'una àrea geogràfica en particular; i
- la taxa de creixement natural: el canvi percentual anual d'una població considerant només els naixements i les morts però no pas la taxes de migració.

Una població estacionària és aquella en què l'edat i les taxes de fecunditat tenen com a resultat una taxa de natalitat constant i igual a la taxa de mortalitat, de manera que no hi ha cap creixement poblacional. El nivell de la taxa de fecunditat total compatible amb la població estacionària es coneix com la taxa de reemplaçament. Això vol dir que taxes de fecunditat majors a la taxa de reemplaçament tindran com a resultat creixement poblacional, i taxes de fecunditat menors a la taxa de reemplaçament tindran com a resultat un decrement poblacional. Tan bon punt s'hagi arribat a la taxa de reemplaçament, el Banc Mundial ha estimat que passaran 25 anys més abans que s'arribi a la població estacionària atès el gran nombre de famílies que es troben en edat fèrtil. Amb l'envelliment de la població, finalment s'arriba a la població estacionària.

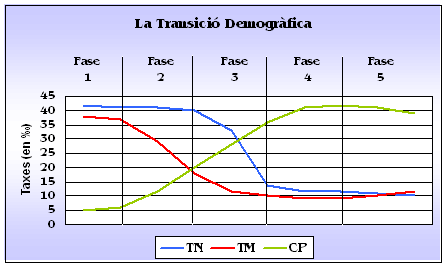
Model de Transició Demogràfica

La transició demogràfica és un model basat en els estudis del demògraf Warren Thompson que descriu el canvi de la població a través del temps. Encara que sovint és utilitzat per descriure el comportament poblacional dels últims dos-cents anys dels països desenvolupats, també se'n fa ús per pronosticar la dinàmica poblacional dels països en llur procés d'industrialització i desenvolupament. D'acord amb aquest model hi ha quatre etapes de transició demogràfica:
- la primera etapa es caracteritza per un balanç entre les taxes de mortalitat i les taxes de fecunditat –ambdues a nivells elevats– i per tant, el creixement poblacional és nul o molt petit;
- la segona etapa es caracteritza per un increment exponencial de la població causat per una caiguda en les taxes de mortalitat mentre que les taxes de natalitat es mantenen a nivells elevats; la disminució en les taxes de mortalitat pot ser causada per una millora en els serveis de sanitat i/o l'increment en la renda de la llar causat per una ràpida industrialització del país;
- la tercera etapa es caracteritza per una disminució en la taxa de natalitat, mentre que la taxa de mortalitat s'estabilitza o continua baixant; per l'efecte inercial, la població continua creixent –les persones que havien nascut durant la segona etapa es casen i tenen fills, encara que la taxa de natalitat sigui menor; i
- la quarta etapa es caracteritza per l'estabilitat, amb un balanç en les taxes de natalitat i mortalitat, però, en aquest cas, a nivells molt baixos.

Una possible cinquena etapa és aquella en què la taxa de natalitat és inferior a la taxa de mortalitat, i la població comença a disminuir. Aquesta quinta etapa, tanmateix, no va ser proposada per Warren Thompson.

### Variables descriptives

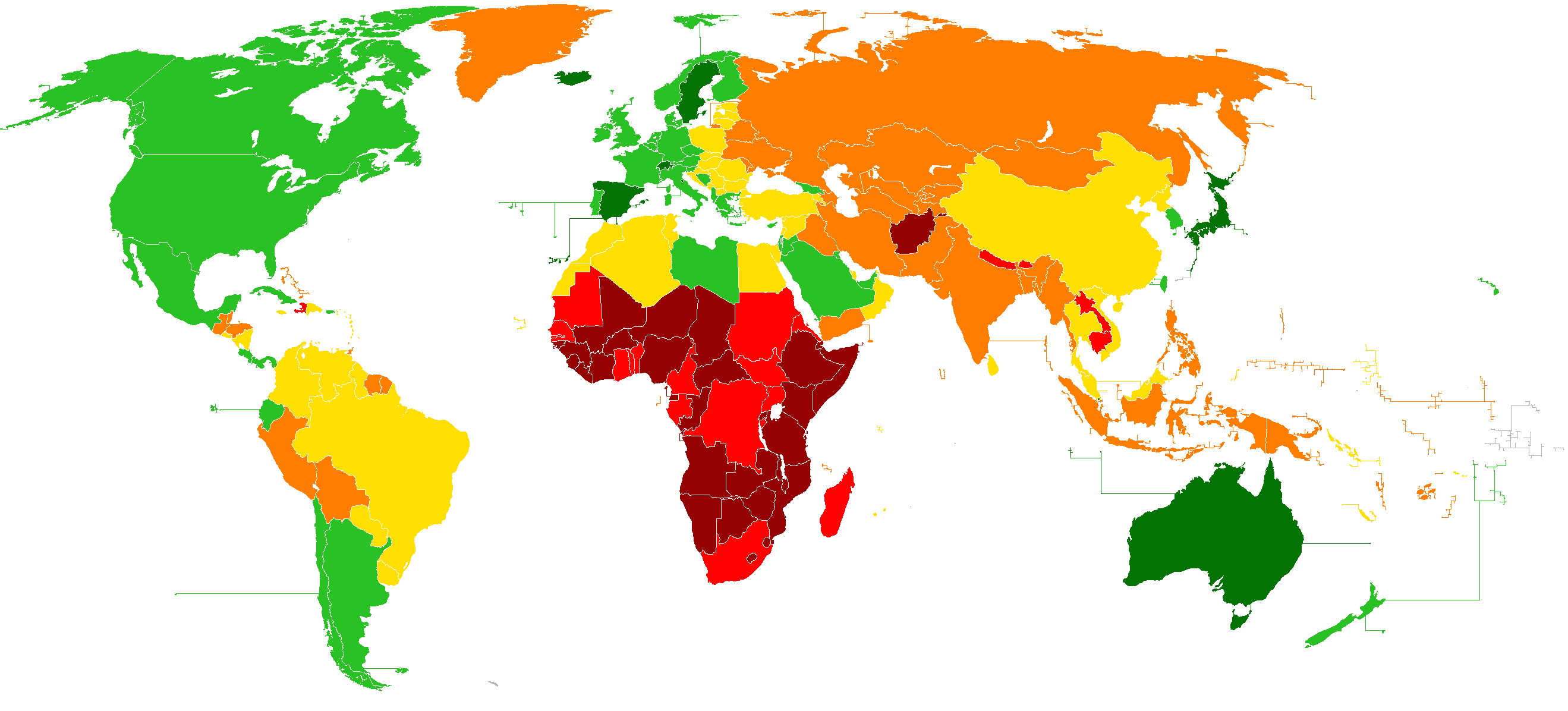
Estats del món i llur esperança de vida

A més de les estadístiques sobre la dinàmica poblacional, la demografia pot descriure la població basant-se en diverses variables socials i econòmiques. Algunes d'aquestes variables són:
- Una família o nucli familiar és una parella que viu unió marital o no i llurs fills, o només un pare o una mare i els seus fills, o la parella sense fills.
- Una llar és un conjunt de persones que viuen en el mateix habitatge i que comparteixen algunes de les despeses comunes de l'habitatge i/o de l'alimentació. Una llar pot estar o no constituïda per un nucli familiar. Algunes institucions estadístiques restringeixen el concepte de llar a aquelles persones amb vincles parentius.
- Edat mitjana és el terme mitjà de l'edat de tots els individus d'una àrea geogràfica determinada.
- Esperança de vida en néixer és el nombre mitjà d'anys que una persona pot esperar viure si es mantenen les condicions de mortalitat per edat que s'observen en un any en específic.
- L'estat civil de la persona és la seva condició matrimonial o de cohabitació, solteria, viduïtat o divorci. Un matrimoni es defineix com la unió legal de dues persones del sexe oposat o del mateix sexe. Les unions lliures o cohabitacions són les unions de dues persones del sexe oposat o del mateix sexe que no han formalitzat llur relació de manera legal.

## Recollida de dades i fonts per estudiar la població

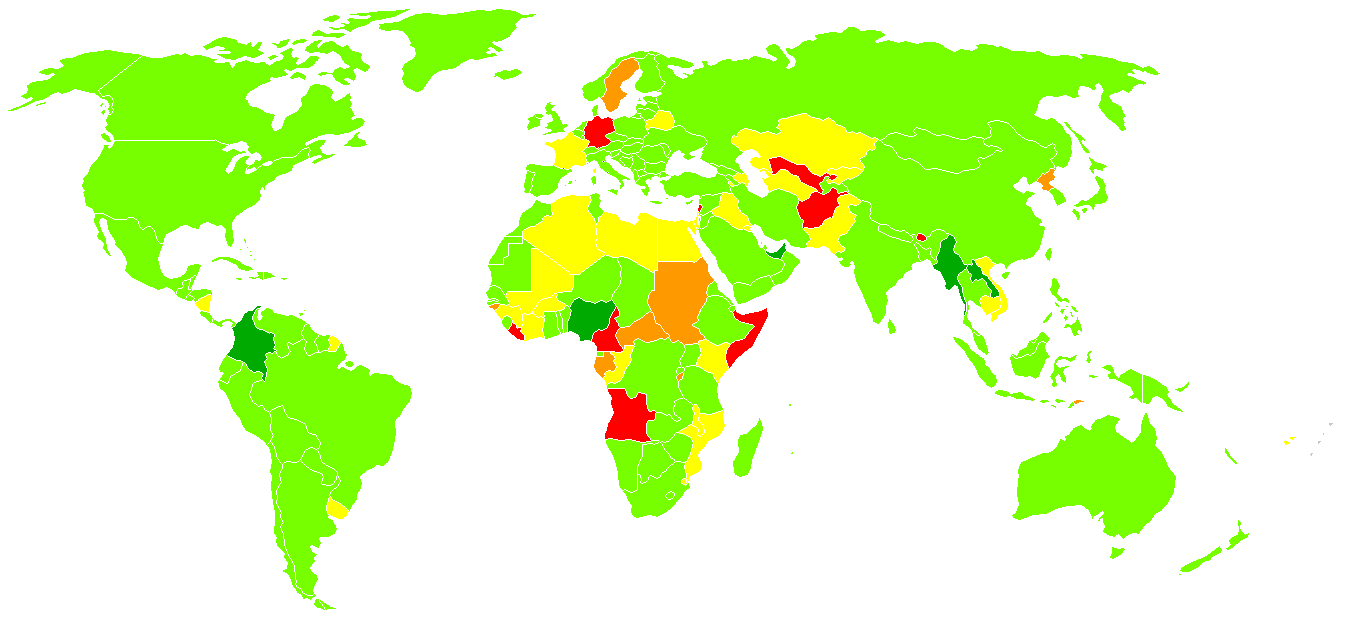
Mapa del món que mostra per color la data de l'últim cens realitzat: verd obscur 2005-2006; verd 2000-2004; groc 1995-1999; taronja 1990-1994; vermell 1970-1989

Hi ha dos mètodes principals per a recollir dades: el mètode directe i el mètode indirecte. Les dades directes provenen dels registres demogràfics o d'estadístiques vitals, que són registres de tots els naixements i defuncions, així com els canvis en l'estatus civil i de residència. Als països desenvolupats amb sistemes adequats de recollida de dates, aquests registres són el millor mètode per a estimar el nombre de naixements i de morts a futur. Els mètodes indirectes també s'utilitzen per estudiar la població històrica. Antigament, es comptaven els "focs" o llars, i es calculava que cada llar tenia entre quatre i set membres. Els mètodes indirectes s'utilitzen en l'actualitat quan no és possible recollir dades de tota la població, i és el cas de molts països en vies de desenvolupament. Una de les tècniques indirectes són les enquestes en què es pregunta a les dones quantes de les seves germanes han mort o quants nens han tingut i a quina edat. Amb les enquestes, els investigadors estimen les taxes de natalitat i mortalitat de tota la població.
El cens de població és un mètode directe per a recollir dades demogràfiques. Els censos són realitzats pels governs estatals amb la intenció de comptar cada persona que resideix dins l'Estat. No obstant això, a diferència dels registres vitals, els quals s'actualitzen contínuament i es resumeixen anualment, els censos es realitzen només cada cinc o deu anys. Els censos, a més, no només són una enumeració de persones; també recullen informació sobre famílies i llars, així com altres característiques individuals com ara edat, sexe, estat civil, alfabetització, ocupació, fluïdesa en altres llengües, religió, raça o etnicitat, i localització geogràfica. A Espanya els censos són organitzats per l'Institut Nacional d'Estadística (INE). Es realitzen cada deu anys, en anys que terminen en u. Els censos a Espanya són enquestes personals, casa per casa. Els ajuntaments de l'Estat també recullen dades sobre les persones per mitjà dels padrons, que s'actualitzen cada deu anys, en anys que terminen en sis, tot i que la informàtica ha fet possible l'actualització automàtica del padró des de 1998. A les comunitats de Catalunya, les Illes Balears i el País Valencià, també hi ha institucions autonòmiques encarregades de recaptar dades dins llurs territoris. Aquesta informació complementa i expandeix les dades proveïdes per l'INE.
Hi ha diversos mètodes demogràfics per modelar els processos poblacionals, com ara els models de mortalitat (incloent-hi la taula de vida, els models de Gompertz, el model de Hernes, etc.).

## Demografia del món

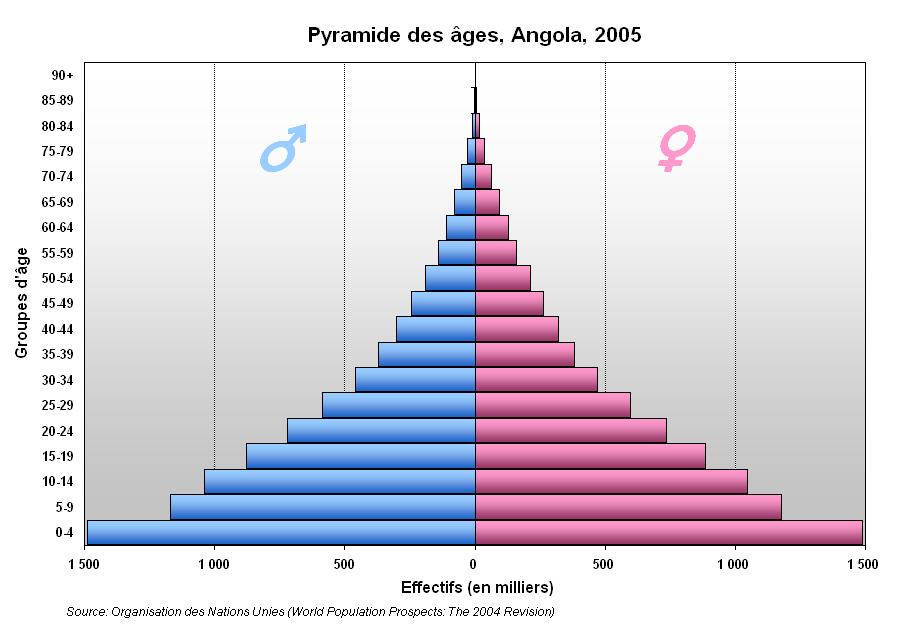
Piràmide de població d'Angola, un país en vies de desenvolupament

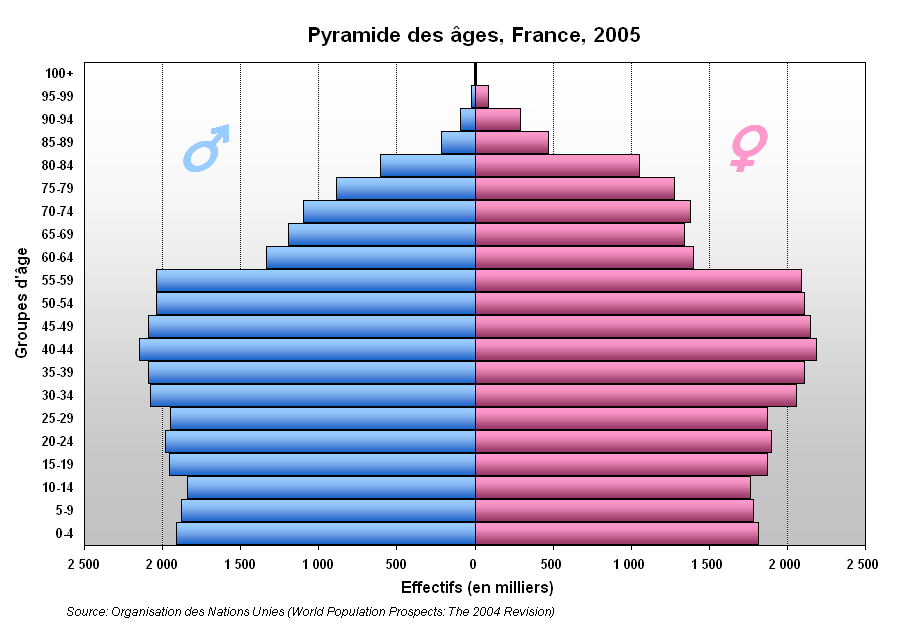
Piràmide de població de França, un país desenvolupat

S'estima que la població del món va arribar als 6.600 milions de persones el setembre del 2007. La població mundial continua creixent a taxes sense precedents abans del segle xx, encara que la taxa s'ha reduït a la meitat des del punt històric més alt de 2,2 per cent anual el 1963 a l'1,14% el 2000. S'estima que la població mundial arribi als 9.000 milions el 2042. Les taxes de creixement poblacional varien segons la regió del món, i tot i que s'han reduït a 1,14% anual, encara són elevades a l'Orient Pròxim i l'Àfrica subsahariana. En altres regions, principalment a Europa, les taxes de creixement són nul·les o fins i tot negatives a causa de les baixes taxes de fecunditat. Al sud d'Àfrica, les taxes són negatives a causa de les morts relacionades amb el VIH.
La composició demogràfica també varia per regió. L'estructura de la piràmide de població per edats dels països desenvolupats representen poblacions estables; és a dir, poblacions amb poc o nul creixement anual. La piràmide és més rectangular, ja que el percentatge de la població sobre els 40 anys és elevat. Per contra, als països en vies de desenvolupament, la piràmide d'edat té una base major, que implica un creixement més accelerat i en què la composició mostra una cohort de joves molt major. El creixement accelerat dels països amb aquesta estructura és degut al gran percentatge de dones en edat reproductiva (entre els 15 i els 40 anys). Mentre més gran sigui la base de la piràmide d'edats, més temps trigarà la població a arribar a l'estabilitat, ja que la cohort de nens –el més gran de la piràmide– arribarà a l'edat reproductiva amb el pas del temps.

## Història de la demografia

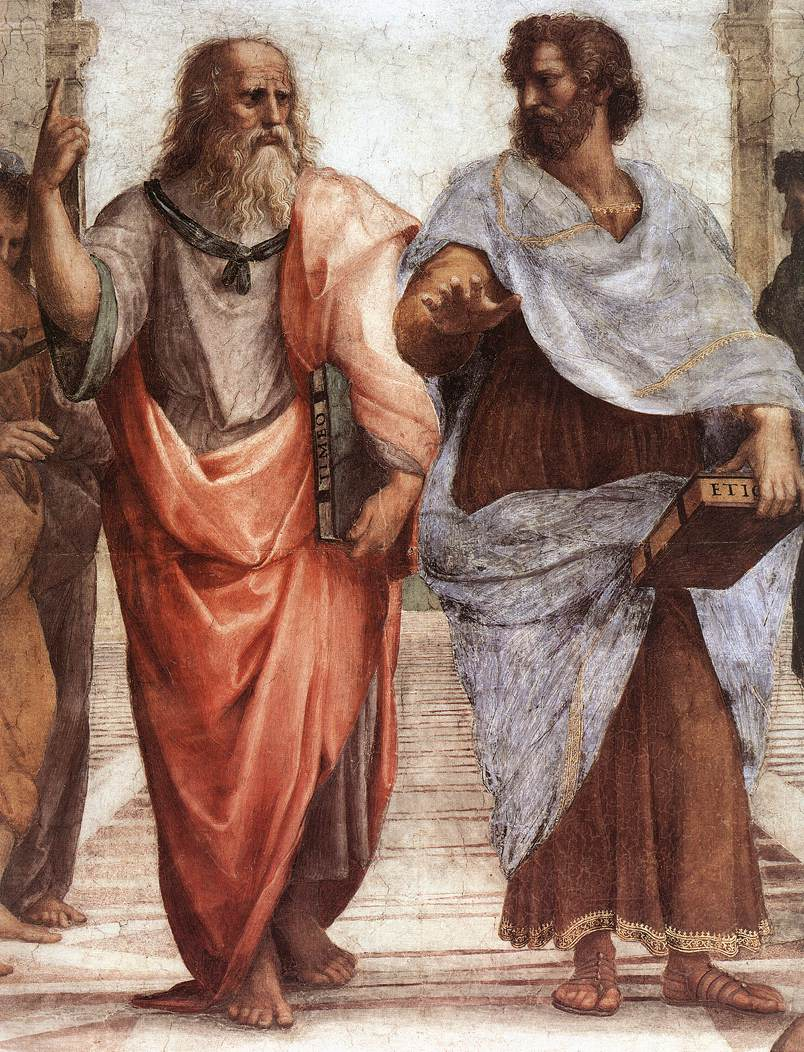
Plató i Aristòtil

Des de temps antics el significat i el nombre de les poblacions han estat un tema d'interès de moltes civilitzacions, principalment per facilitar la recaptació d'impostos, l'ordenament social i la formació d'un cos militar. A la Xina antiga, Confuci va suggerir que la relació entre el creixement població i el medi ambient havia de ser regulat, ja que el medi ambient no garantia la subsistència bàsica per a la població creixent. Aristòtil també va suggerir que existia una relació entre el creixement poblacional i el medi ambient, ja que un creixement poblacional excessiu causava pobresa, la qual cosa, al seu torn, causava rebel·lió i crim. Plato va proposar que el nombre ideal d'una ciutat era de 5.040 ciutadans, amb les dones, xiquets i esclaus corresponents. Aquesta xifra és divisible per qualsevol nombre de l'1 al 9, i així la recaptació d'impostos i el reclutament militar es faciliten.
A partir del Concili de Trento (1545-1563), a Europa, l'Església Catòlica es va dedicar a anotar de manera sistemàtica determinats esdeveniments demogràfics, com ara les defuncions (llibre d'òbits), a més dels naixements (llibre de baptismes) i matrimonis (anomenats "llibres sagramentals", car recollien dades d'aquest caràcter). El 1662 John Graunt, en l'actualitat considerat el pare de la demografia, en va fer ús, i va publicar un estudi titulat Observacions Naturals i Polítics Esmentades en el Següent Índex i Fet sobre els Registres de Mortalitat, amb Referències al Govern, la Religió, el Comerç, el Creixement, l'Aire, les Malalties i els Diversos Canvis de l'Esmentada Ciutat. Aquest llibre va ser el primer estudi sistemàtic de la ciència que amb el temps es coneixeria com la demografia. Durant el mateix període, Edmund Halley, descobridor del cometa que porta el seu nom, va examinar les llistes de defuncions de Bleslay, Polònia, que incloïen, a diferència d'altres de l'època, l'edat i el sexe de la persona. Amb aquestes dades, Halley va ser el primer a calcular l'esperança de vida, aleshores de 30 anys.
Al segle xix el matemàtic i economista alemany Wilhelm Lexis va desenvolupar un estudi bidimensional per a l'estudi temporal dels fenòmens poblacionals en un sistema de coordenades amb els anys en l'eix d'abscisses i l'edat en l'eix d'ordenades. Els demògrafs Karl Becker i Gustav Zeuner van desenvolupar una descripció similar dels fenòmens poblacionals, diagrames que en l'actualitat es coneixen per llurs cognoms. Al segle xx, Alfred Lotka va presentar els fenòmens poblacionals de manera matemàtica. Va ser un dels primers a considerar la migració com un element artificial, però indispensable, del creixement poblacional distingint-lo del creixement natural.
A Espanya el primer cens general es va realitzar ja al segle xviii, i va ser el Cens de Campoflorido, fet entre 1712 i 1717. No obstant això, el primer cens modern i fiable de l'Estat, amb tots els requisits d'un veritable cens de població es va realitzar el 1857, i va ser el primer dels censos periòdics que encara es realitzen. Fins aleshores, els diferents recomptes de població pertanyen a l'època preestadística, mentre que l'any 1857 es va inaugurar a Espanya la sèrie estadística.